# 14 февраля
14 февраля — 45-й день года  по григорианскому календарю.
До конца года остаётся 320 дней (321 день в високосные годы).
До 15 октября 1582 года — 14 февраля по юлианскому календарю, с 15 октября 1582 года — 14 февраля по григорианскому календарю.
В XX и XXI веках соответствует 1 февраля по юлианскому календарю.

## Праздники и памятные дни
См. также: Категория:Праздники 14 февраля

### Международные
- День всех влюблённых.

### Национальные
- Болгария,  Северная Македония — праздник виноградарей «Трифон Зарезан».
- Польша — День больных эпилепсией[пол.].

### Религиозные
- Трифонов день.

#### Католицизм
- Память святых Кирилла и Мефодия.

#### Православие[2]
- Предпразднство Сретения Господня;
- память мученицы Перпетуи, мучеников Сатира, Ревоката, Саторнила, Секунда и мученицы Фелицитаты (202—203);
- память мученика Трифона Апамейского, Никейского (250);
- память преподобного Петра Галатийского, Антиохийского, Молчальника (429);
- память преподобного Вендимиана, пустынника Вифинийского (ок. 512)[3];
- память Трифона, епископа Ростовского;
- память Трифона Городецкого;
- память преподобного Тимофея;
- память мученика Агафодора;
- память мученика Анастасия Навплиота;.
- память епископа Василия Солунского, исповедника;
- память преподобномученика Гавриила Константинопольского;
- память Давида Митиленского, исповедника;
- память мученика Иордана;
- память мученика Кариона;
- память Симеона Митиленского, исповедника;
- память мученика Феиона.

### Именины
- Православные:  Агафодор, Анастасий, Василий, Вендимиан, Гавриил, Давид, Иордан, Карион, Николай, Перпетуя, Пётр, Ревокат, Сатир, Саторнил, Секунд, Симеон, Тимофей, Трифон, Феион, Фелицитата.

## События
См. также: Категория:События 14 февраля

### До XVIII века
- 269 — Согласно легенде, в этот день казнён полевой врач и священник Валентин за нарушение приказа императора Клавдия о безбрачии для воинов. Валентин тайно венчал желающих по христианскому обряду.
- 842 — День рождения французского языка: Людовик II Немецкий и Карл II Лысый приносят Страсбургские клятвы на романском (старофранцузском) языке.

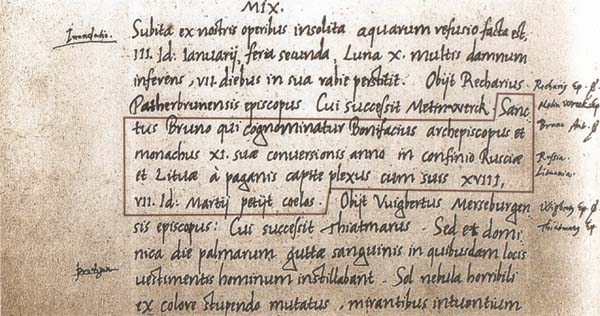
Первое упоминание Литвы

- 1009 — Впервые в исторических источниках (Кведлинбургских анналах) зафиксирован топоним Литва, когда зафиксировано, что миссионер Брунон Бонифаций был убит на границе Руси и Литвы.
- 1076 — Папа Римский Григорий VII на Синоде в Риме объявил о низложении императора Священной Римской империи Генриха IV и его отлучении от церкви, обосновав это тем, что Генрих восстал против Церкви и потому не может быть королём. Таким образом, все подданные Генриха были освобождены от присяги на верность, которую они принесли ему ранее.
- 1349 — Чёрная смерть: по обвинению в распространении чумы, в Страсбурге убито около 2000 евреев, из них 900 сожжено заживо. Казимир III предоставил убежище уцелевшим евреям в Польше.
- 1610 — Под Смоленском заключён договор между королём польским и великим князем литовским Сигизмундом III и московским посольством, по которому королевич Владислав должен был занять после принятия православия Русский престол. Владислав никогда не правил Россией, хотя сохранял за собой титул царя до 1634 года и во время торжественных приёмов надевал т. н. московскую корону.

### XVIII век
- 1706 — На северной окраине Москвы, за Сухаревой башней Петром I был основан Аптекарский огород для выращивания лекарственных растений. Ныне Ботанический сад МГУ имени М. В. Ломоносова — одно из старейших в России ботанических научных учреждений.

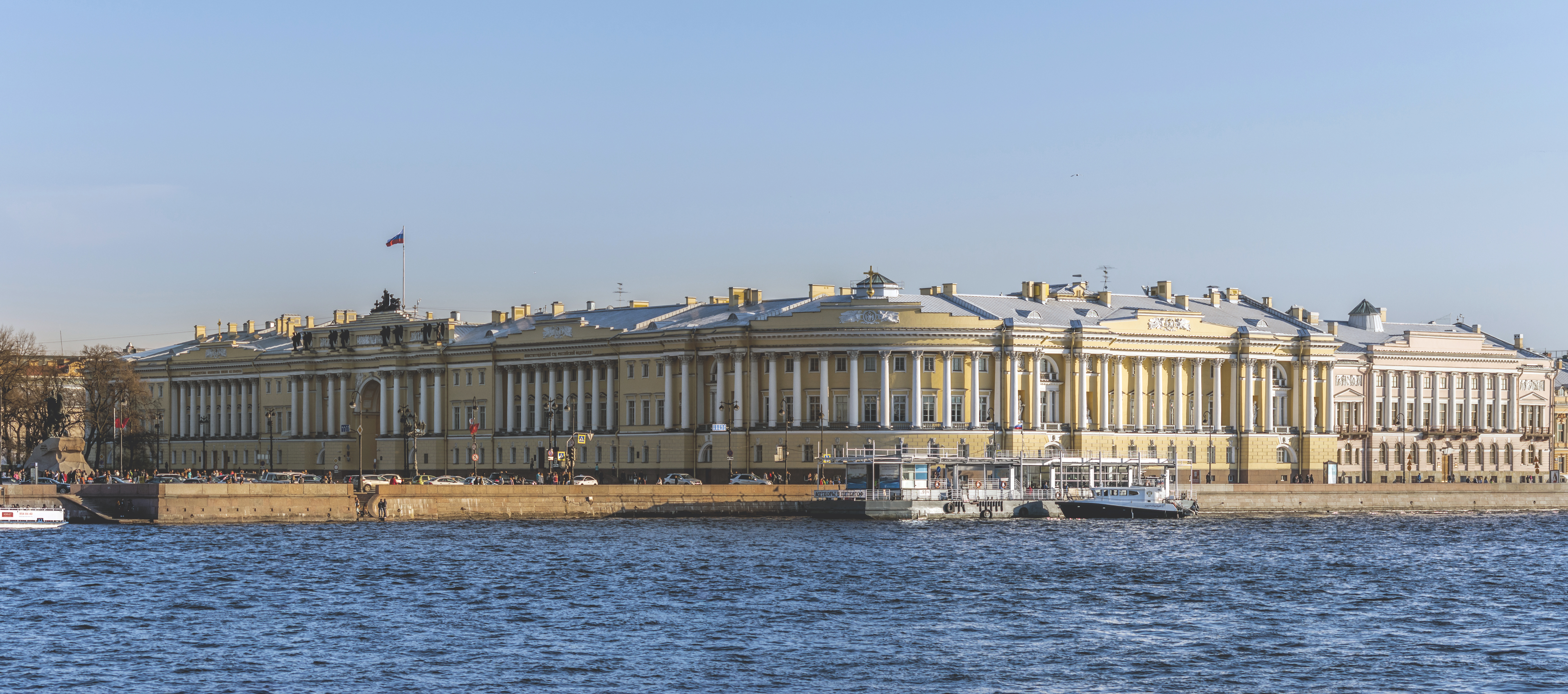
Здание Сената и Синода в Санкт-Петербурге

- 1721 — Торжественно открывается Святейший Правительствующий Синод, созданный на основе Духовного регламента императором Петром I взамен упразднённого патриаршества (был приравнен к Сенату).
- 1735 — Герцог Гольштейн-Готторпский Карл Фридрих учредил орден Святой Анны в честь своей супруги Анны, дочери Петра I. В Россию орден перешёл с сыном герцога, будущим императором Петром III, и был пожалован впервые императрицей Елизаветой Петровной сыну фельдмаршала Шереметева. Но русским орден Святой Анны был провозглашён лишь императором Павлом в 1797 году.
- 1744 — В Санкт-Петербург прибыла принцесса Ангальт-Цербстская София Августа Фредерика с матерью.
- 1779
  - Война за независимость США: войска американских повстанцев под командованием Эндрю Пикенса разбили лоялистов Джона Бойда в битве на Кетль-Крик[англ.].
  - Жителями Гавайских островов был убит (и по некоторым сведениям съеден) знаменитый мореплаватель Джеймс Кук.
- 1791 — Кругосветная экспедиция французского мореплавателя Лаперуза официально объявлена пропавшей.
- 1797 — Французские революционные войны: британский флот под командованием Джона Джервиса победил численно превосходивший его испанский флот под командованием Хосе де Кордобы в сражении при мысе Сент-Винсент.

### XIX век
- 1804 — Началось первое национально-освободительное сербское восстание под руководством Георгия Петровича против османского владычества.
- 1814 — Шестидневная война Наполеона: битва при Вошане — разгром Наполеоном 2 корпусов из Силезской армии фельдмаршала Блюхера.
- 1815 — Английский полковник Кемпбелл знакомится с итальянской графиней Мимачи, с которой с этого дня он проводил время в Ливорно, не исполняя своих обязанностей по присмотру за императором Эльбы Наполеоном. Этот роман привёл к реставрации власти Наполеона во Франции.
- 1831
  - Ноябрьское восстание: дивизия Юзефа Дверницкого (1000 солдат) в ходе битвы у села Сточек разгромила 2-ю конно-егерскую дивизию Фёдора Гейсмара. Мятежники потеряли 27 убитых и 87 раненых, а правительственные войска — 280 убитых, 230 пленных и 8 пушек. Первое сражение военной фазы восстания.
  - Эпоха князей в Эфиопии: Мария Ежжу[англ.] (рас Бэгемдыра и ындэрасе Эфиопской империи) нанесла поражение дэджазмачу Тиграе[англ.] Сабагадису[англ.] в битве[англ.] у монастыря Дебре-Аббаи[англ.].
- 1834 — В Лионе началась всеобщая стачка ткачей, в ходе которой впервые был поднят Красный флаг, как символ революционной борьбы рабочих.

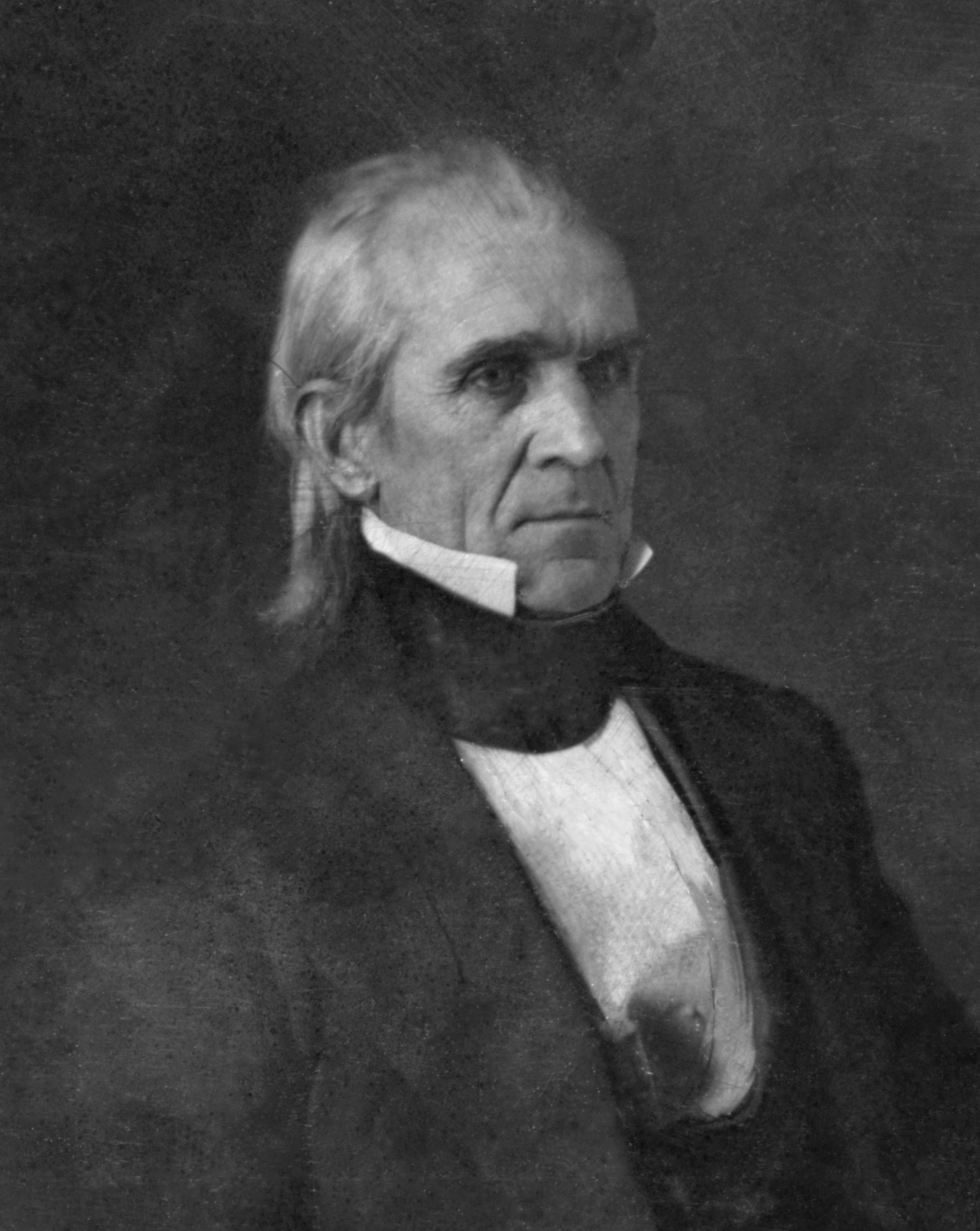
Фотография президента США Джеймса Нокса Полка (14 февраля 1849)

- 1849 — в Нью-Йорке Джеймс Нокс Полк стал первым действующим президентом США, который был сфотографирован.
- 1859 — Территория Орегон становится 42-м штатом США.
- 1876 — Александр Белл подал заявку на патент США № 174465, описывающий «метод и аппарат… для передачи речи и других звуков по телеграфу… с помощью электрических волн» (получил патент 7 марта). Фактически речь шла о телефоне.
- 1879 — Селитряная война: войска Чили напали на Боливию. Перу, имевшее с Боливией договор о взаимопомощи, вступило в войну в апреле того же года.
- 1892 — Д. И. Ивановский открыл вирусов как этиологический фактор инфицирования, что положило основу вирусологии.
- 1896
  - Теодор Герцль опубликовал в Берлине и Вене книгу «Еврейское государство. Опыт современного решения еврейского вопроса» (Der Judenstaat), которая стала идейным фундаментом раннего сионизма.
  - В Москве открылось новое здание Сандуновских бань.

### XX век
- 1903 — создано министерство торговли США.
- 1907 — основана Львовская галерея искусств.
- 1912 — Территория Аризона становится 48-м штатом США.
- 1918
  - Опубликован Декрет Совнаркома «О социалистическом Рабоче-Крестьянском Красном Флоте».
  - Советская Россия перешла на григорианский календарь. После 31 января последовало 14 февраля.
- 1922 — Народно-революционная армия Дальневосточной Республики овладевает Хабаровском.
- 1929 — бойня в День святого Валентина в Чикаго.
- 1933 — В Париже открывается первая телефонная служба точного времени.
- 1937 — в Москве открылся Дом актёра.
- 1939
  - В штаб-квартире Лиги Наций (Дворец Наций) в Женеве (Швейцария) была принята резолюция Ассамблеи и постановление Совета об исключении Советского Союза из Лиги Наций за вторжение в Финляндию
  - В Гамбурге на верфи «Блом & Фосс» спущен германский линкор «Бисмарк».
- 1942
  - Сингапурская оборона: японцы разбивают подразделения 1-й малайской[англ.] и 44-й индийской[англ.] бригад британской армии в бою у Пасир-Панъянга[англ.], окончательно лишая Сингапур шансов выстоять.
  - Союз вооружённой борьбы, приказом верховного главнокомандующего польскими вооружёнными силами генерала Владислава Сикорского, реорганизован в «Армию крайову».
- 1943
  - Советскими войсками окончательно освобождён Ростов-на-Дону.
  - Советские войска Юго-Западного фронта под командованием Н. Ф. Ватутина освободили Ворошиловград от немецко-фашистских захватчиков.
- 1944
  - Ленинградско-Новгородская операция: Балтийским флотом высажен тактический морской десант в районе села Мерекюла (Мерикюля) на побережье Нарвского залива.
  - В оккупированной вермахтом Эстонии состоялось первое заседание Национального комитета, целью которого было восстановление независимости Эстонии на основании принципа правопреемственности Эстонской Республики.
- 1945
  - Вторая мировая война: бомбардировка Праги ВВС США. Погиб 701 человек и было ранено 1184 человека, все они являлись гражданскими лицами.
  - Вторая мировая война: югославские партизаны освободили Мостар.
- 1946
  - Начало операции по выселению немецкого населения из Польши[англ.].
  - В Лаборатории баллистических исследований Армии США запущен первый действительно работающий электронный компьютер ENIAC.
  - Национализирован Банк Англии.
- 1949
  - Впервые собрался Кнессет, парламент Израиля.
  - В Багдаде казнены генсек Иракской коммунистической партии Юсеф Сальман Юсеф (Фахед) и члены ЦК — Заки Басем и Хусейн аш-Шабиби. Отмечается «День памяти коммунистических мучеников».
  - Забастовка шахтёров[англ.] асбестовых карьеров в регионе Эстри в Квебеке, ставшая предвестником тихой революции.
- 1950 — в Москве подписан Советско-китайский договор о дружбе, союзе и взаимной помощи (действовал с 11 апреля 1950 года по 11 апреля 1980 года).
- 1956
  - В Москве открылся XX съезд КПСС. Наиболее известен осуждением культа личности и, косвенно, идеологического наследия Сталина.
  - На 11-м метровом канале в Москве начала вещание «Вторая ЦСТ».
- 1958 — король Ирака Фейсал и его кузен, король Иордании Хуссейн, как ответ на формирование Объединённой Арабской Республики объединили свои два Хашимитских королевства, сформировав Арабскую Федерацию.
- 1961 — в Калифорнийском университете в Беркли впервые синтезирован 103-й элемент, лоуренсий.
- 1966 — 25 деятелей науки, литературы и искусства подписали письмо в адрес Леонида Брежнева о недопустимости «частичной или косвенной реабилитации Сталина» и об отсутствии предания гласности фактов совершённых им преступлений.
- 1967 — На встрече глав государств Латинской Америки и Карибского бассейна в Мехико, подписан «Договор о запрещении ядерного оружия в Латинской Америке и Карибском бассейне», многосторонний международный акт о создании безъядерной зоны на территории Латинской Америки и Карибского бассейна.
- 1972 — премьера советского телефильма «Тени исчезают в полдень» режиссёров Ускова и Краснопольского.
- 1975 — королева Елизавета II учредила орден Австралии «с целью соответствующего признания граждан Австралии и других лиц в их достижениях и похвальной службы».
- 1979 — взят в заложники, а затем убит посол США в Афганистане Адольф Дабс.
- 1988 — пожар в Библиотеке Академии наук СССР.
- 1989 — аятолла Хомейни дал фетву о физическом уничтожении писателя Салмана Рушди, книгу которого «Сатанинские стихи» мусульмане-фундаменталисты сочли оскорбительной для ислама.
- 1990
  - Покинувший Солнечную систему Voyager I впервые фотографирует её «со стороны» — Pale Blue Dot.
  - Катастрофа A320 в Бангалоре, 92 погибших.
- 1992
  - На встрече глав государств СНГ в Минске принята «Декларация о принципах сотрудничества», учреждён Совет министров обороны СНГ и Электроэнергетический совет СНГ.
  - установлены дипломатические отношения между Россией и Украиной (разорваны в феврале 2022 года).
- 1995 — Borland представила первую версию Delphi.

### XXI век
- 2003 — в возрасте 6,5 лет умерла клонированная овца Долли.
- 2004 — обрушение крыши в «Трансвааль-парке» в московском районе Ясенево. 28 погибших, в том числе 8 детей, травмы различной степени тяжести получили 193 человека (в том числе 51 ребёнок).
- 2005
  - Создан сервис YouTube.
  - Террористический акт в Бейруте, Ливан. Погибло 22 человека, включая бывшего премьер-министра страны Рафика Харири. Начало революции кедров.
- 2008 — массовое убийство в Университете Северного Иллинойса, 6 погибших, включая стрелявшего.
- 2010 — после 52-летнего перерыва возобновилась работа флорентийского трамвая[итал.].
- 2011 — Арабская весна: началось восстание в Бахрейне.
- 2017 — стрельба в средней школе Марджори Стоунман Дуглас во Флориде, 17 погибших.
- 2022 — премьер-министр Канады Джастин Трюдо ввёл по всей стране чрезвычайное положение в связи с протестами «Конвой свободы».

## Родились
См. также: Категория:Родившиеся 14 февраля

### До XIX века
- 1483 — Захиреддин Мухаммед Бабур (ум. 1530), узбекский и индийский правитель, основатель государства Великих Моголов.
- 1652 — Камиль д’Отен Таллар (ум. 1728), французский полководец, маршал Франции.
- 1704 — Иван Бецкой (ум. 1795), российский государственный деятель, президент Императорской Академии художеств (с 1763).
- 1711 — княгиня Александра Куракина (ум. 1786), дочь генерал-поручика и сенатора И. В. Панина, автор замечательных образцов эпистолярного жанра.
- 1778 — Фернандо Сор (ум. 1839), испанский гитарист и композитор.

### XIX век

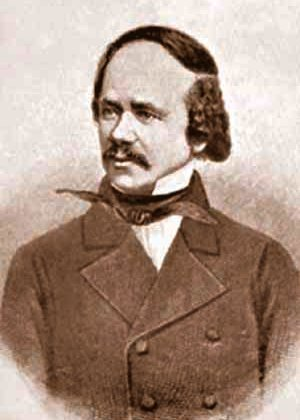
Даргомыжский

- 1813 — Александр Даргомыжский (ум. 1869), русский композитор.
- 1824 — Уинфилд Скотт Хэнкок (ум. 1886), американский генерал, герой Гражданской войны.
- 1827 — Алексей Викторов (ум. 1883), русский археолог и библиограф.
- 1837 — Павел Корф (ум. 1913), российский политик, общественный деятель, один из основателей партии «Союз 17 октября».
- 1855 — Всеволод Гаршин (ум. 1888), русский писатель, поэт, художественный критик.
- 1859
  - Павел Безобразов (ум. 1918), русский историк, учёный-византинист, публицист, прозаик, переводчик.
  - Джордж Феррис (ум. 1896), американский инженер, создатель колеса обозрения.
- 1869 — Чарльз Томсон Риз Вильсон (ум. 1959), шотландский физик, лауреат Нобелевской премии (1927).
- 1870 — Фёдор Крюков (ум. 1920), русский писатель, казак, участник Белого движения.
- 1877 — Эдмунд Ландау (ум. 1938), немецкий математик, внёсший значительный вклад в теорию чисел.
- 1878 — Виктор Ногин (ум. 1924), российский революционер, первый нарком по делам торговли и промышленности (в 1917).
- 1894 — Вагарш Вагаршян (ум. 1959), армянский актёр театра и кино, театральный режиссёр, драматург, народный артист СССР.
- 1895
  - Макс Хоркхаймер (ум. 1973), немецкий философ и социолог.
  - Александр Микулин (ум. 1985), советский учёный, конструктор авиационных двигателей, академик АН СССР.

### XX век
- 1902 — Рубен Аванесов (ум. 1982), советский языковед, один из основателей московской фонологической школы.
- 1903
  - Семён Гейченко (ум. 1993), русский советский писатель-пушкинист, музейный работник.
  - Стюарт Эрвин (ум. 1967), американский актёр театра, кино и телевидения, номинант на премию «Оскар».
- 1908
  - Борис Пиотровский (ум. 1990), советский историк, археолог, академик, директор петербургского Эрмитажа (1964—1990).
  - Пётр Шелест (ум. 1996), советский партийный и государственный деятель, первый секретарь ЦК КП Украины (1963—1972).
- 1910 — Степан Крылов (ум. 1998), актёр театра и кино, заслуженный артист РСФСР.
- 1914
  - Пьетро Джерми (ум. 1974), итальянский киноактёр, кинорежиссёр, сценарист, продюсер, лауреат «Оскара».
  - Юрий Киселёв (ум. 1996), театральный режиссёр, актёр, педагог, народный артист СССР.
  - Павел Маслеников (ум. 1995), белорусский советский живописец, искусствовед, педагог, народный художник Беларуси.
- 1915 — Мария Мордасова (ум. 1997), певица, исполнительница русских народных песен и частушек, народная артистка СССР.
- 1916 — Масаки Кобаяси (ум. 1996), японский кинорежиссёр и сценарист.
- 1919 — Мирослав Зикмунд (ум. 2021), чешский путешественник, журналист, писатель.
- 1928 — Сергей Капица (ум. 2012), советский и российский учёный-физик, просветитель, телеведущий.
- 1932 — Александр Клуге, немецкий кинорежиссёр, писатель, продюсер.
- 1933 — князь Андрей Волконский (ум. 2008), русский композитор, клавесинист и органист.
- 1935
  - Григорий Виеру (ум. 2009), советский и молдавский поэт, автор текстов песен.
  - Владимир Рецептер, советский и российский актёр, театральный режиссёр и писатель, народный артист РФ.
- 1936 — Анна Герман (ум. 1982), советская и польская певица и композитор.
- 1944
  - сэр Алан Паркер (ум. 2020), британский кинорежиссёр, сценарист и продюсер.
  - Ронни Петерсон (погиб в 1978), шведский автогонщик, двукратный вице-чемпион мира в классе «Формула-1».
- 1945
  - Ладислао Мазуркевич (ум. 2013), уругвайский футболист, вратарь
  - Ханс-Адам II, правящий князь Лихтенштейна (с 1989).
- 1947
  - Фам Туан, первый вьетнамский космонавт, Герой Труда, Герой Советского Союза.
  - Борис Штерн (ум. 1998), советский и украинский писатель-фантаст.
- 1949 — Николай Ерёменко-мл. (ум. 2001), советский и российский актёр театра и кино, кинорежиссёр, народный артист РФ.
- 1951 — Кевин Киган, английский футболист, дважды признанный лучшим футболистом Европы, тренер.
- 1953 — Сергей Миронов, российский политик и государственный деятель, депутат Госдумы РФ VI и VII созывов, руководитель фракции партии «Справедливая Россия».
- 1954 — Юко Аракида (ум. 2024), японская волейболистка, чемпионка летних Олимпийских игр (1976), чемпионка мира (1974), чемпионка Кубка мира (1977).
- 1955 — Ольга Сухарнова, советская баскетболистка, двукратная олимпийская чемпионка (1976 и 1980).
- 1967 — Марк Рютте, премьер-министр Нидерландов (2010-2024), генеральный секретарь НАТО (с 2024)
- 1971 — Георге Мурешан, румынский баскетболист, самый высокий игрок в истории НБА (231 см)
- 1974 — Валентина Веццали, итальянская фехтовальщица на рапирах, 6-кратная олимпийская чемпионка, 16-кратная чемпионка мира
- 1976
  - Милан Гейдук, чешский хоккеист, олимпийский чемпион (1998), обладатель Кубка Стэнли (2001)
  - Эрика Лирсен, американская актриса.
- 1980 — Минди Робинсон, американская актриса, телеведущая и фотомодель.
- 1982 — Ирина Дубцова, российская певица, поэтесса и композитор.
- 1983
  - Никола Ковачевич, сербский волейболист, чемпион Европы (2011).
  - Джулия Линг, американская актриса.
  - Себастьян Пиготт, канадский певец, актёр и сценарист («Тихоокеанский рубеж»).
- 1984 — Стефани Леонидас, английская актриса театра, кино и телевидения.
- 1985
  - Наталья Рудакова, американская актриса.
  - Александр Волков, российский волейболист
- 1986
  - Йоханнес Людвиг, немецкий саночник, трёхкратный олимпийский чемпион.
  - Тиффани Торнтон, американская актриса и певица.
- 1987 — Юлия Савичева, российская эстрадная певица и актриса.
- 1987 — Эдинсон Кавани, уругвайский футболист.
- 1988 — Анхель Ди Мария, аргентинский футболист, чемпион мира (2022) и олимпийский чемпион (2008).
- 1992
  - Петр Мразек, чешский хоккеист, вратарь.
  - Кристиан Эриксен, датский футболист.
- 1994 — Элли Грант, американская актриса.
- 1996 — Лукас Эрнандес, французский футболист.

## Скончались
См. также: Категория:Умершие 14 февраля

### До XIX века
- 250 — в Никее казнён Трифон (р. ок. 232), христианский священник; в его честь в Болгарии празднуется Трифон Зарезан.
- 869 — Кирилл (в миру Константин Философ; р. 827), святой, равноапостольный, византийский миссионер, вместе с братом Мефодием создавший перевод Евангелия с греческого на древнеславянский язык.
- 1538 — Альбрехт Альтдорфер (р. ок. 1480), немецкий художник.
- 1744 — Джон Хэдли (р. 1682), английский математик, астроном и изобретатель.
- 1779 — Джеймс Кук (р. 1728), английский мореплаватель, руководитель трёх кругосветных экспедиций.
- 1780 — Уильям Блэкстон (р. 1723), английский политик, юрист, адвокат, философ, историк права.

### XIX век
- 1823 — Пьер Поль Прюдон (р. 1758), французский живописец и график.
- 1831
  - Генри Модсли (р. 1771), английский изобретатель, создатель токарно-винторезного станка.
  - убит Висенте Герреро (р. 1782), лидер повстанцев в войне за независимость Мексики (1810—1821).
- 1858 — Антонио Гваданьоли (р. 1798), итальянский поэт, участник освободительного движения 1830-х,1840-х гг.
- 1865 — Томас Холлидей Хикс (р. 1798), американский политик, 31-й губернатор Мэриленда.
- 1885 — Жюль Валлес (р. 1832), французский писатель и политик, революционер, участник Парижской коммуны.
- 1891 — Уильям Текумсе Шерман (р. 1820), полководец, политик и писатель, командующий армией США в 1869—1883 гг.
- 1897 — Пантелеймон Кулиш (р. 1819), украинский писатель, фольклорист, этнограф, переводчик, критик, редактор, историк, издатель.

### XX век
- 1919 — Иван Сикорский (р. 1842), русский психиатр, публицист, отец авиаконструктора И. И. Сикорского.
- 1936 — Александр Гучков (р. 1862), российский политик, председатель III Государственной думы, член Госсовета, лидер партии «Союз 17 октября».
- 1937 — расстрелян Николай Зедделер (р. 1876), советский разведчик, художник, деятель революционного движения.
- 1942 — погиб Матвей Кузьмин (р. 1858), Герой Советского Союза (посмертно), совершивший свой подвиг в 83 года.
- 1943 — Давид Гильберт (р. 1862), немецкий математик.
- 1950 — Карл Янски (р. 1905), американский инженер, пионер радиоастрономии.
- 1961 — Леонид Тур (наст. фамилия Тубельский; р. 1905), советский драматург и киносценарист.
- 1967 — Зиг Руман (р. 1884), немецкий и американский киноактёр, известный комическими ролями помпезных злодеев.
- 1975
  - Пэлем Грэнвил Вудхауз (р. 1881), английский писатель-юморист и комедиограф.
  - Джулиан Хаксли (р. 1887), английский философ, биолог, первый директор ЮНЕСКО.
- 1977 — Алим Ходжаев (р. 1910), узбекский актёр театра и кино, народный артист СССР.
- 1987 — Дмитрий Кабалевский (р. 1904), советский композитор, дирижёр, пианист, музыкальный педагог.
- 1994 — казнён Андрей Чикатило (р. 1936), советский серийный убийца.
- 1996 — Боб Пэйсли (р. 1919), английский футболист, главный тренер «Ливерпуля».
- 1997 — Витаутас Сириос-Гира (р. 1911), литовский поэт, прозаик, переводчик.
- 1998 — Пётр Паламарчук (р. 1955), российский писатель, литературовед, историк, юрист.

### XXI век
- 2003 — Григорий Мкртычан (р. 1925), советский хоккеист и тренер, олимпийский чемпион (1956), двукратный чемпион мира, трёхкратный чемпион Европы.
- 2004 — Марко Пантани (р. 1970), итальянский велогонщик, победитель Джиро д'Италия и Тур де Франс.
- 2005 — Рафик Харири (р. 1944), ливанский миллиардер и политический деятель.
- 2006 — Шошана Дамари (р. 1923), израильская певица йеменского происхождения.
- 2010 — Дик Фрэнсис (р. 1920), английский писатель, журналист и жокей.
- 2014 — Гавриил Ващенко (р. 1928), белорусский советский живописец, народный художник БССР.
- 2015 — Луи Журдан (р. 1919), французский и американский киноактёр.
- 2019 — Сергей Захаров (р. 1950), советский и российский эстрадный певец и актёр, народный артист РФ.